# جان کوک (بازیکن فوتبال، زاده ۱۹۶۲)
جان کوک (انگلیسی: John Cooke؛ زادهٔ ۲۵ آوریل ۱۹۶۲) بازیکن فوتبال اهل بریتانیا است.

## حرفه
از باشگاه‌هایی که در آن بازی کرده‌است می‌توان به باشگاه فوتبال چسترفیلد، باشگاه فوتبال شفیلد ونزدی، باشگاه فوتبال ساندرلند، باشگاه فوتبال کارلایل یونایتد، باشگاه فوتبال کارلایل یونایتد، باشگاه فوتبال استوک‌پورت کانتی، و باشگاه فوتبال گیتزهد اشاره کرد.
کوک در مسابقات قهرمانی جوانان جهان در سال ۱۹۸۱ حضور داشت که سه بازی را انجام داد.